# Bergstraße (Dresden)
Die Bergstraße ist eine Innerortsstraße im südlichen Dresdner Stadtgebiet. Sie führt durch die Stadtteile Südvorstadt und Räcknitz und seit einem Teilausbau 2002/2003 besteht sie aus zwei nicht miteinander verbundenen Abschnitten: Während der nördliche Abschnitt durch ein Wohngebiet mit Villenbebauung führt, fungiert der südliche Teil, auf dem die Bundesstraße 170 verläuft, als wichtige Verkehrsachse und Autobahnzubringer.

## Beschreibung

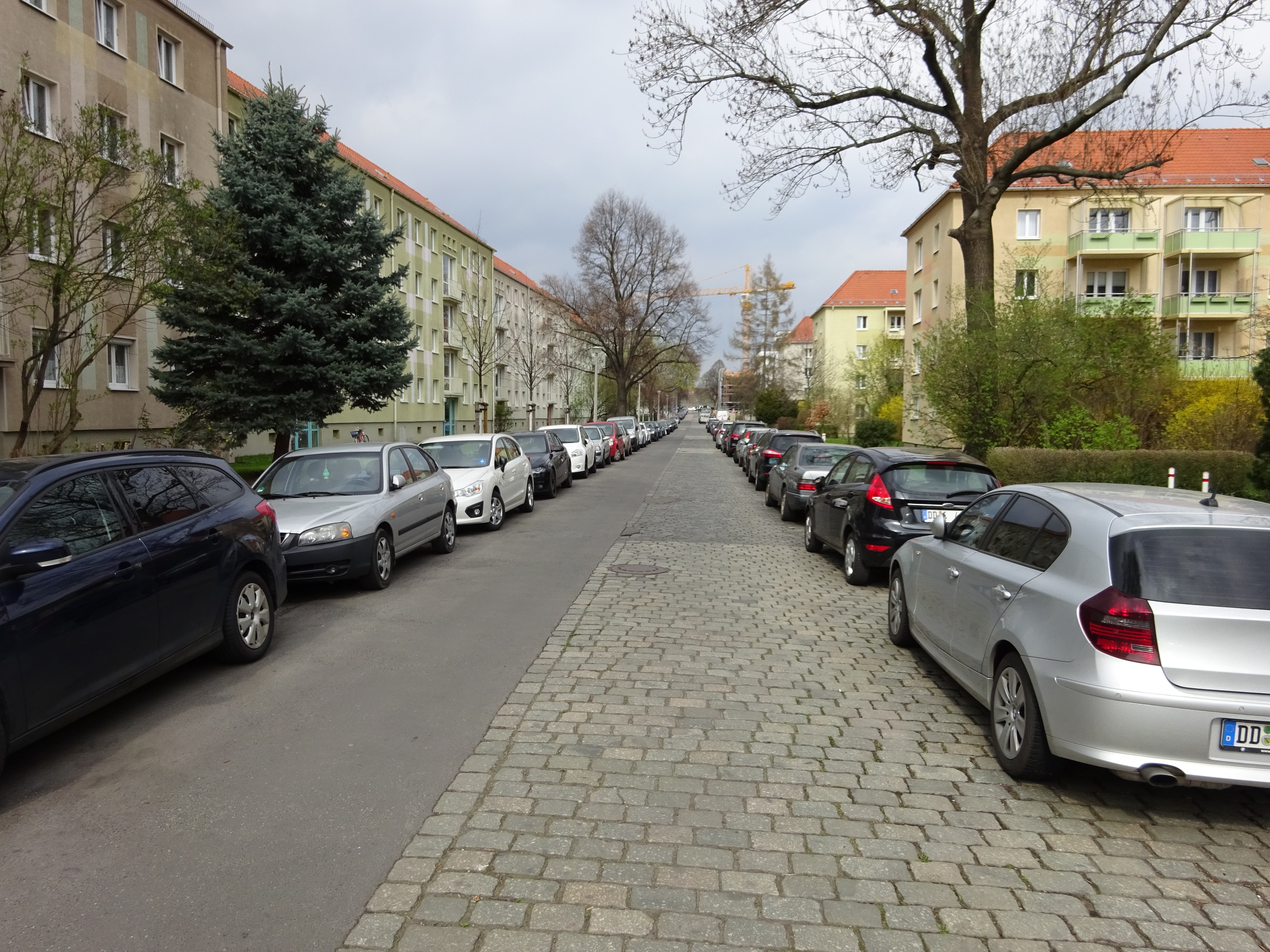
Der nördliche Teil der Bergstraße

Bereits im Mittelalter führte vom Vorwerk Auswik (das ehemalige Dorf „Uzmik“ am heutigen Fritz-Foerster-Platz) eine Straße nach Räcknitz, die auf einen zum Erzgebirgskamm führenden Weg zurückging und bis 1855 „Dippoldiswaldaer Chaussee“ genannt wurde. Als 1840 die Bergstraße ausgebaut wurde, erhielt diese in ihrem nördlichen Teil bis zur Reichsstraße (der heutigen Fritz-Löffler-Straße) eine Villenbebauung. Auf dem Areal des Vorwerks Auswik (von sorb. „usmyk“ = Talzugang) entstand 1848 das Gasthaus „Bergkeller“ und 1915 das Postamt A 32 an der Bergstraße 56.
Der nördliche Teil der Bergstraße befindet sich an der Bayrischen Straße in der Nähe des Hauptbahnhofs. Von dort führt die zweispurige Straße durch ein Wohngebiet mit Bauten vorwiegend aus den 1950er und 1960er Jahren sowie einigen noch vorhandenen Villenbauten und endet in einem Wendehammer vor der Gabelung der Fritz-Löffler-Straße in Münchner und (südliche) Bergstraße.
Der längere südliche Teil der Bergstraße führt von der Fritz-Löffler-Straße stadtauswärts nach Räcknitz und geht dort in die Innsbrucker Straße über, dabei kreuzt sie den Äußeren Stadtring (Nürnberger Straße/Zellescher Weg) am Fritz-Foerster-Platz, die Nöthnitzer Straße und die Kohlenstraße.
An der Kreuzung Bergstraße/Kohlenstraße wurde zur Erhebung der an den großen Ausfallstraßen üblichen Wegegelder 1847 ein Chausseehaus errichtet, das jedoch 1981 abgebrochen wurde.

## Die Bergstraße heute
Dass die Bergstraße eine direkte Kreuzung mit der Kohlenstraße hatte und ab da stadtauswärts Innsbrucker Straße hieß, ist historischen Karten zu entnehmen. Anfang der 1990er Jahre wurden die schon länger existierenden Überlegungen planerisch und bauseitig umgesetzt: Der direkte Straßenzug wurde um ca. 10 Meter abgesenkt, die Kohlenstraße unterfahren und beide Straßenzüge an sie mittels „holländischer Rampen“ angebunden. Dabei wurde der durchgehende Straßenzug auf fünf Spuren (drei stadtauswärts auf der Bergstraße, zuzüglich ausfädelnder Rampenspur, zwei stadteinwärts, zuzüglich einfädelnder Rampenspur) ausgebaut. Der vierspurige Ausbau wurde ab Ende der 1990er Jahre stadteinwärts weiter verfolgt.
Zwischen 2002 und 2005 wurde der Abschnitt Abzweig Münchner Straße – Südhöhe der Bergstraße vierspurig ausgebaut. Dieser Abschnitt der B 170 dient seitdem als Autobahnzubringer zur A 17. Dieser Streckenabschnitt wurde im Jahr 2005 im Schnitt von 23.100 Fahrzeugen pro Tag befahren, davon 15,3 % Schwerlastverkehr.
Gegen den Ausbau der Bergstraße, die durch den Campus der Technischen Universität führt, wandten sich mehrere Gruppen. Diese erwirkten Gerichtsurteile, die die Landeshauptstadt Dresden zu Gegenmaßnahmen gegen die durch den Mehrverkehr verursachten Belastungen verpflichteten.
Das sächsische Landesamt für Umwelt betreibt an der Bergstraße eine Messstation zur Umweltbeobachtung. Diese weist im Bezug auf Feinstaub- und Stickstoffdioxidbelastungen die höchsten Werte der sächsischen Messstationen auf und überschreitet in beiden Kategorien die deutschlandweit geltenden Grenzwerte.

## Verkehr

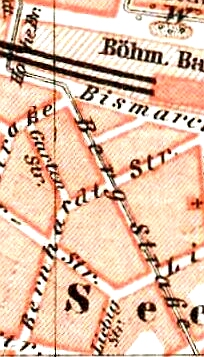
Über die „Hohe Brücke“ und Bergstraße verlief bereits 1895 eine Straßenbahnlinie.

Über die „Hohe Brücke“ und die Bergstraße verlief ab dem 30. November 1890 eine Pferdebahnlinie der „Deutschen Straßenbahngesellschaft in Dresden“ („Rote“) bis zum Restaurant „Bergkeller“, das sich im heute unbebauten Dreieck zwischen Bergstraße und Münchner Straße befand. 1899 wurde die Strecke elektrifiziert und ab 1905 bis zu ihrem Endpunkt am Gasthof „Elysium“, einem Ausflugs- und Tanzlokal mit Ballsaal (1890) in Alträcknitz. Wegen mangelndem Verkehrsaufkommen und der Tatsache, dass zwischen dem damaligen Reichsplatz und Alträcknitz nur einzeln fahrende Triebwagen verkehren durften, wurde die eingleisige Strecke am 12. Juli 1933 stillgelegt.
Mit der Verlegung der Straßenbahntrasse nach Plauen und in die Südvorstadt längs der Fritz-Löffler-Straße ab 2002 wurde die Anbindung der Bergstraße an die Münchner Straße gekappt, sie besteht seit diesem Zeitpunkt aus zwei nicht verbundenen Teilen.

## Bebauung
Während der Luftangriffe auf Dresden im Februar 1945 wurde der größte Teil der Vorkriegsbebauung der Bergstraße zerstört; das Zerstörungsgebiet endete in etwa am Fritz-Löffler-Platz. Durch die Aufbaugesetzgebung der DDR 1946 wurden die Besitzer der Ruinengrundstücke größtenteils enteignet und die Villenruinen enttrümmert. Nur wenige blieben erhalten und waren bis zum Ende der DDR stets nur notdürftig instand gehalten worden. Ab der Kreuzung Bernhardstraße bis zur Münchner Straße wurden in den 1950er und 1960er Jahren Zeilenbauten errichtet worden, nördlich der Münchner Straße blieben einzelne Gebäude erhalten. Eine größere Bebauung der Brachflächen an der Bergstraße erfolgte in den 1970er Jahren mit der Neuen Mensa und drei Studentenwohnheimen, weitere ist erst nach 1990 teilweise erfolgt.
Bereits in der Vorkriegszeit existierte an der Bergstraße 2 eine Dresdner Filiale des Baukonzerns Philipp Holzmann. Nach der Wende wurde hier von 1993 bis 1995 das Philipp-Holzmann-Haus nach Entwürfen von Novotny Mähner Assoziierte errichtet. Der Gebäudekomplex besteht aus zwei sechsgeschossigen, parallel stehenden Flügeln, die durch eine siebengeschossige gläserne Eingangshalle mit Foyer verbunden werden. Dabei bildet das Foyer mit gekrümmter Glasfront den „architektonisch ansprechendsten Teil der Anlage“. Die Krümmung der gläsernen Eingangshalle entstand als Antwort auf die drei gläsernen, tonnengewölbten Hallen des Dresdner Hauptbahnhofs. Flankiert wird die siebengeschossige gläserne Eingangsfront von den turmartigen Flügelbauten, die mit Ochsenaugen gestaltet wurden.
An der Bergstraße 23 ließ Dr. Lohse 1867 die „Villa Olga“ im spätklassizistischen Stil errichten. Im Jahr 1873 erwarb Bernhardt Otto Eisenstuck und 1924 Dr. Fritz Glaser, ein Anwalt jüdischen Glaubens das Gebäude. In der Nachkriegszeit wurde es vom Komitee „Freies Griechenland“ genutzt. Mit der Wende erhielten die Erben Glasers das Haus zurück und ließen es 1996/97 restaurieren.
In der Villa Bergstraße 25 eröffnete Leonie Freiin von Bibra ein Internat für Töchter aus „gehobenen Ständen“ in der Südvorstadt.
Das 1945 zerstörte Pferdestall-Gebäude an der Bergstraße 30, ein Jugendstilbau von 1899/1900 von Heino Otto, stand beispielhaft für die moderne Baugesinnung und war Gegenstand vieler Beschreibungen in der damaligen Architekturkritik. Bemerkenswert waren eine gerundete Toröffnung und eine Eckbekrönung mit „markanten Jugendstilformen“.
Der Königlich-Bayrische Rittmeister Ritter von Zwackhausen und seine Frau ließen 1871/73 eine Villa in der Bergstraße 31 im Stil der Neorenaissance errichten. Im Jahr 1876 kaufte Arnold Schulte-Herkendorf die Villa, der das Innere nach dem Vorbild der Semperoper umbauen ließ. Nach 1945 wurde die Villa vom DDR-Verkehrsministerium und der Reichsbahndirektion Dresden genutzt.
Die Villa in der Bergstraße 34 wurde 1872 als Teil des „Schweizer Viertels“ errichtet.
Nach Vorbildern der italienischen Renaissance wurde die Villa Bergstraße 40 im Jahr 1874 im Stil der Semper-Nicolai-Schule erbaut.
Im heute unbebauten Dreieck zwischen Bergstraße und Münchner Straße befand sich das Restaurant „Bergkeller“ mit einer großen Freiterrasse. Auch dieses wurde 1945 zerstört, die Fläche ist bis heute unbebaut und wird nur gelegentlich, z. B. für Zirkusauftritte genutzt. Gegenüber befand sich die Amerikanische Kirche, die jedoch adressseitig zur Reichsstraße gehörte. Auch diese wurde 1945 zerstört und die Ruine in den 1950er Jahren abgetragen.
Das freistehende Eckgebäude Bergstraße 60/Fritz-Foerster-Platz 2 weist eine weitgehend neoklassizistisch gehaltene Fassade mit Jugendstilelementen auf. Bis in die 1920er Jahre war geplant, dass es Teil einer geschlossenen Platzbebauung wird.
Die Mensa Bergstraße, früher auch Neue Mensa, wurde von 1974 bis 1978 erbaut und 2008 unter Denkmalschutz gestellt. Mit über 1000 Plätzen in fünf Speisesälen zählt sie zu den größten Mensen Dresdens. Ihr gegenüber an der Bergstraße 64 wurde 1998 das Hörsaalzentrum der TU Dresden (HSZ) fertiggestellt. Als Kontrast zu Betonkubus im Innern wird das Äußere von einer Glasfassade mit einer offenliegenden Stahlskelettkonstruktion geprägt.
Das Wohnhaus Bergstraße 68 wurde von dem Architekten Ernst Kühn als Teil einer geschlossenen zwei- bis dreigeschossigen Villenbebauung zwischen 1903 und 1908 erbaut. Das zweigeschossige Gebäude zeigt einen Mittelrisaliten, der als oberen Abschluss einen Schweifgiebel mit Sandsteingliederungen aufweist. Im Innern hat sich eine originale Ausstattung erhalten, so eine Heizungsverkleidung und ein Handwaschbecken mit Jugendstilformen.

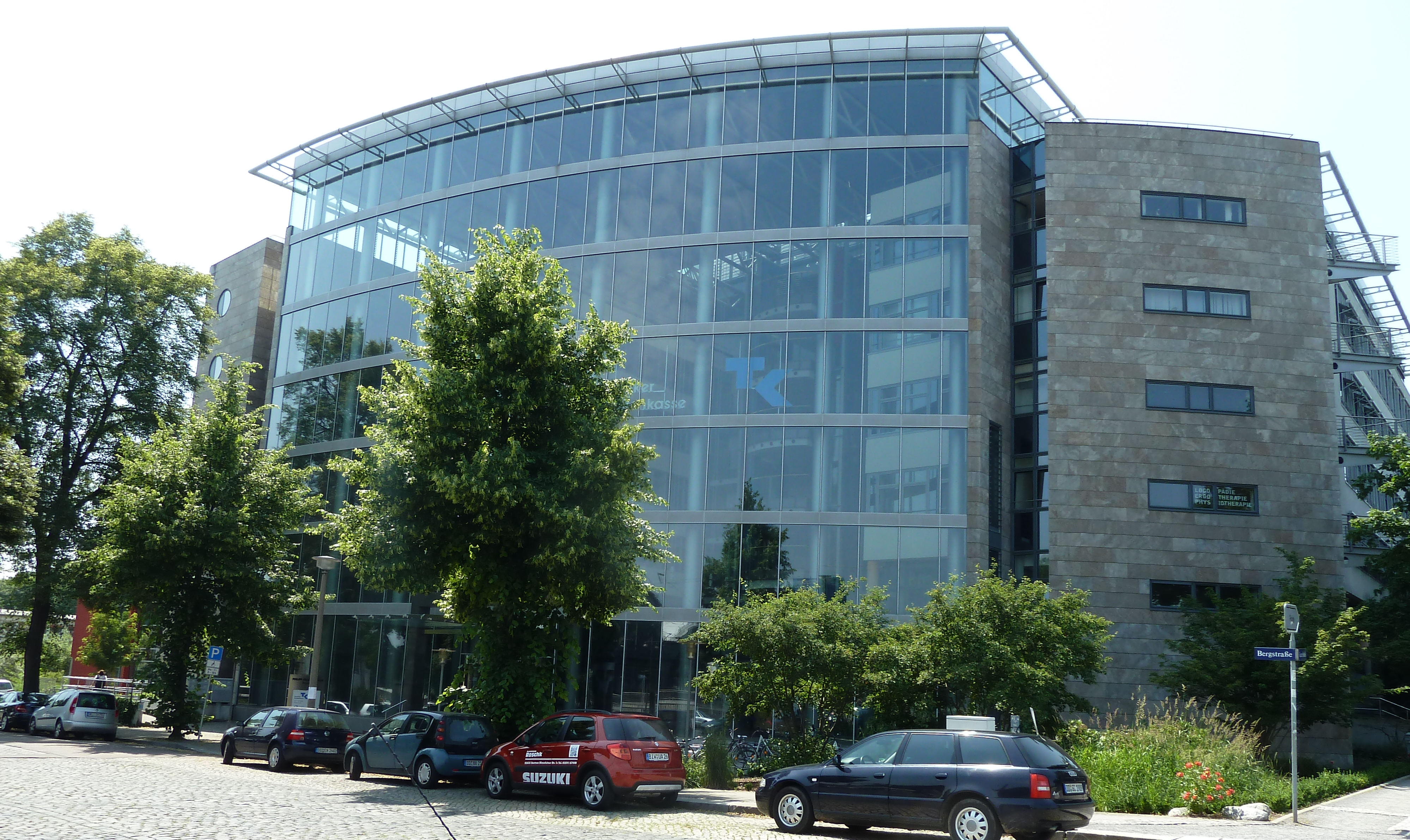
Philipp-Holzmann-Haus an der Bergstraße 2
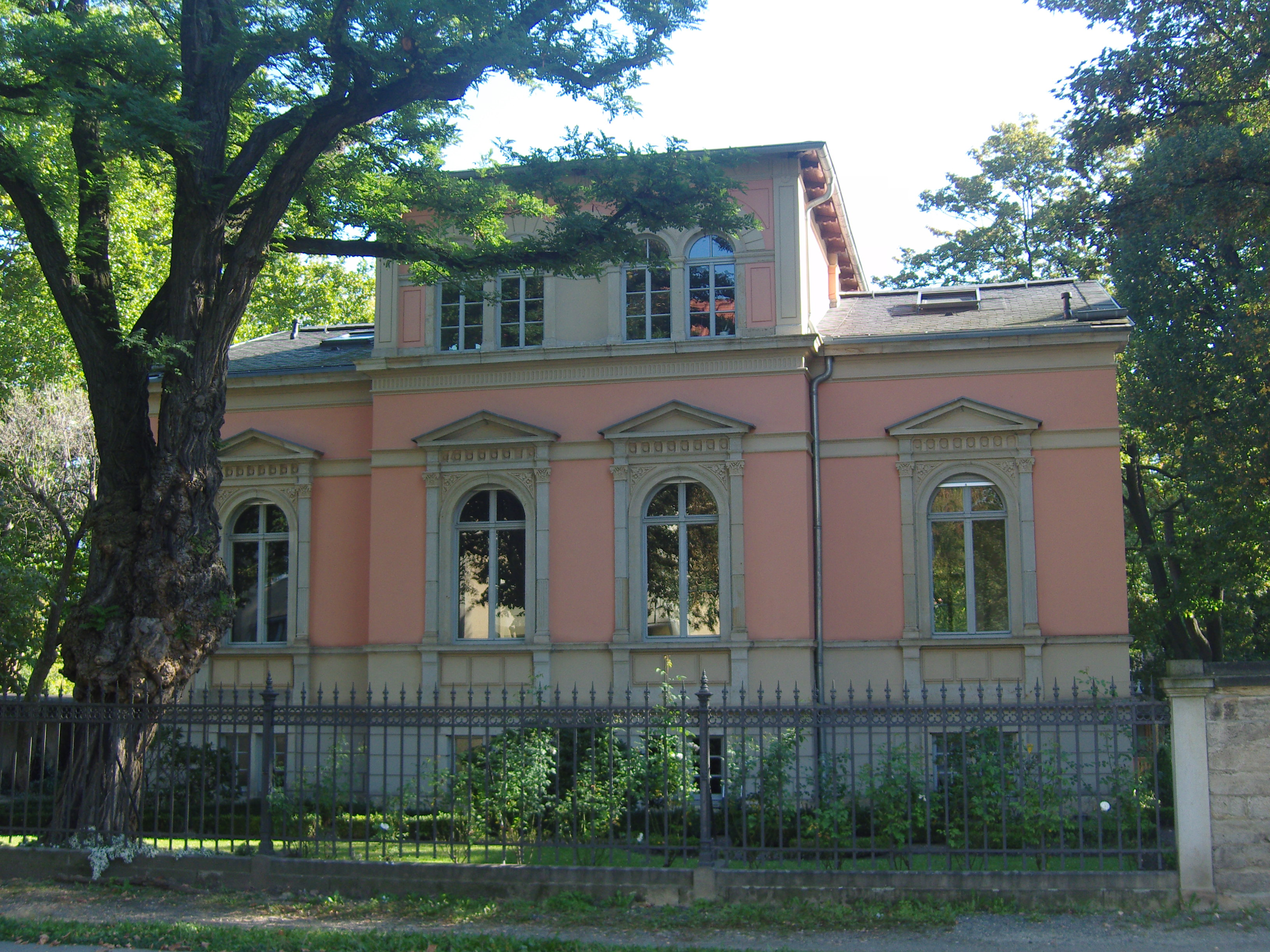
Villa Bergstraße 23
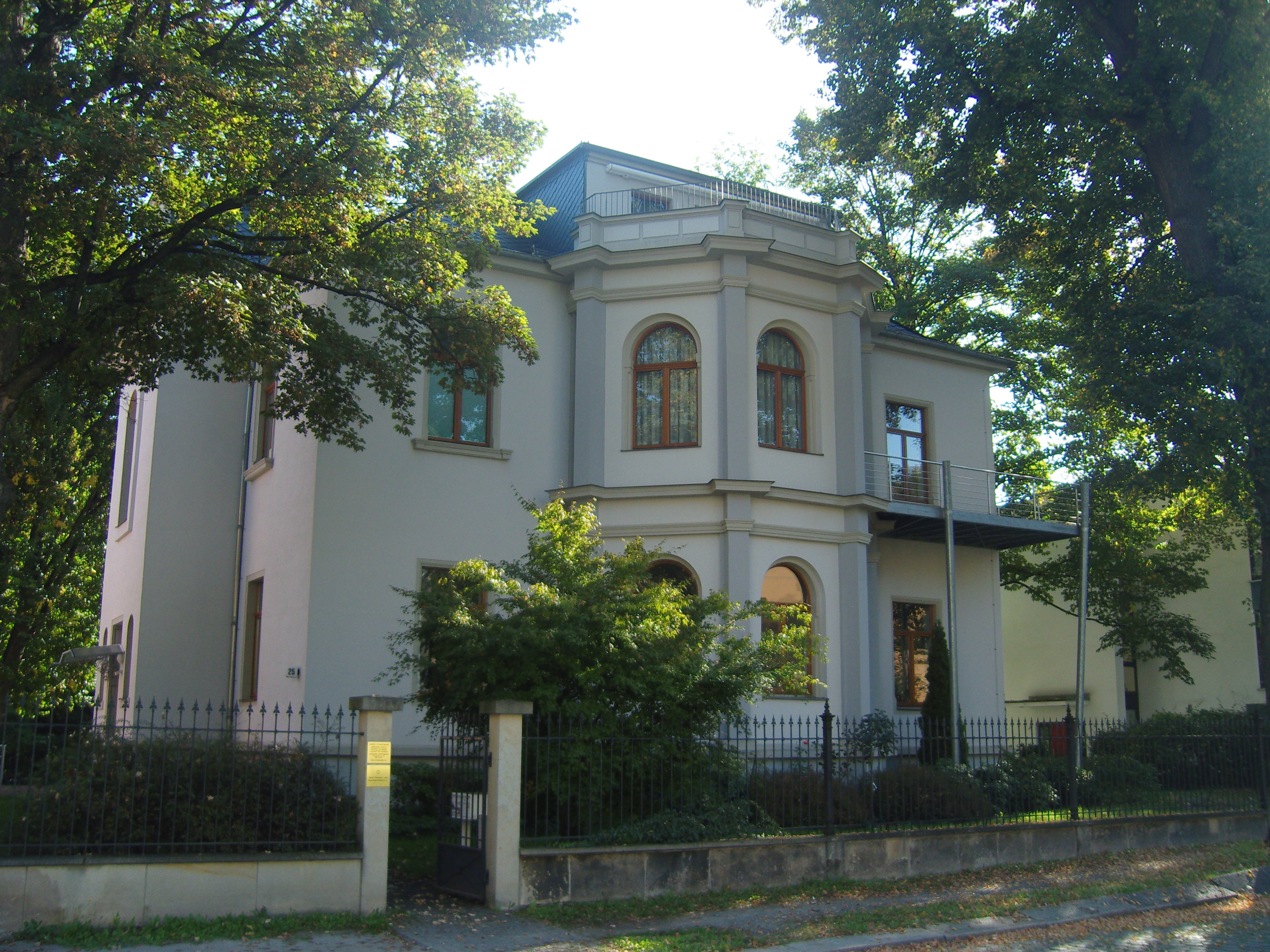
Villa Bergstraße 25
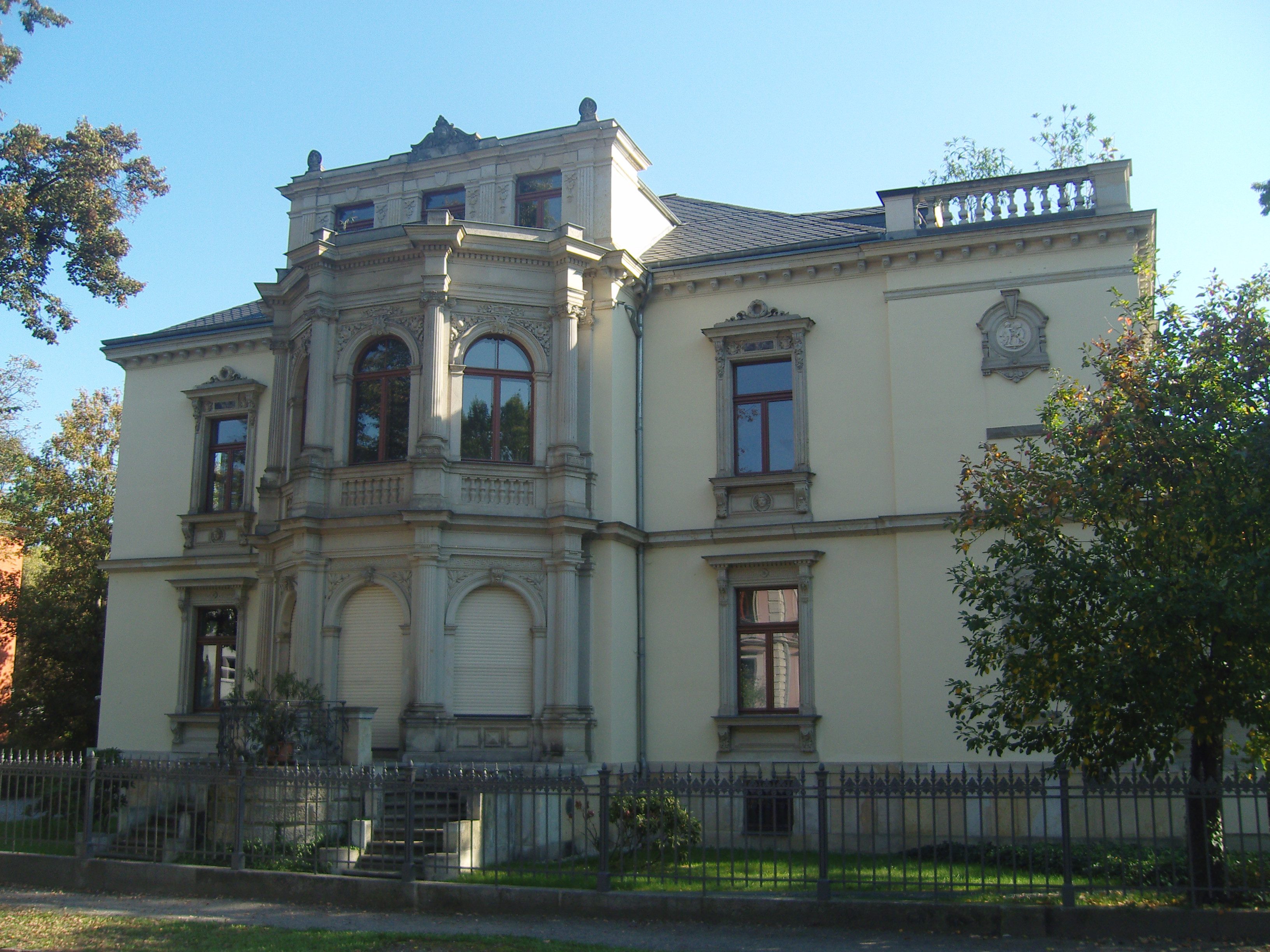
Villa Bergstraße 31
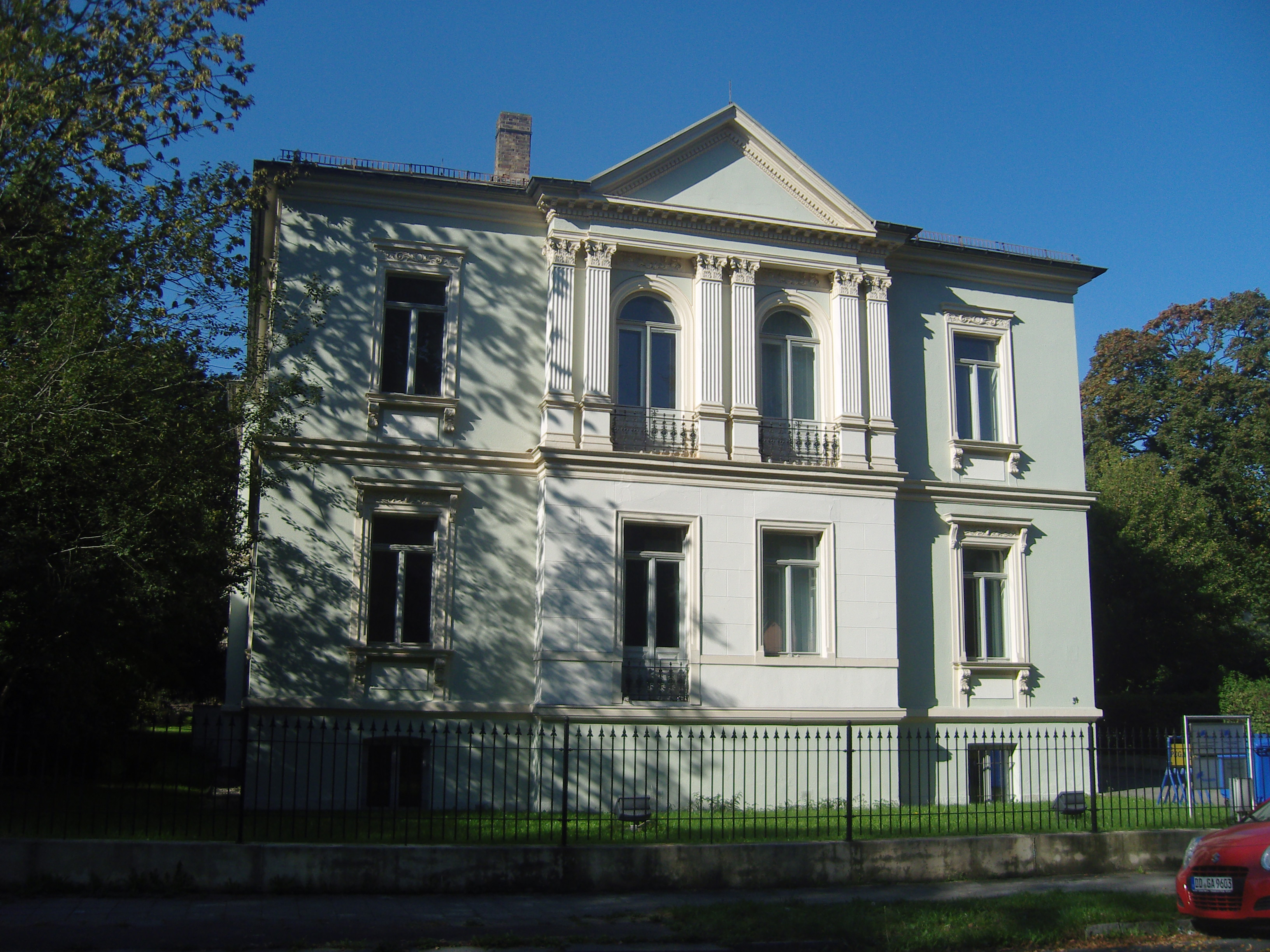
Villa Bergstraße 34
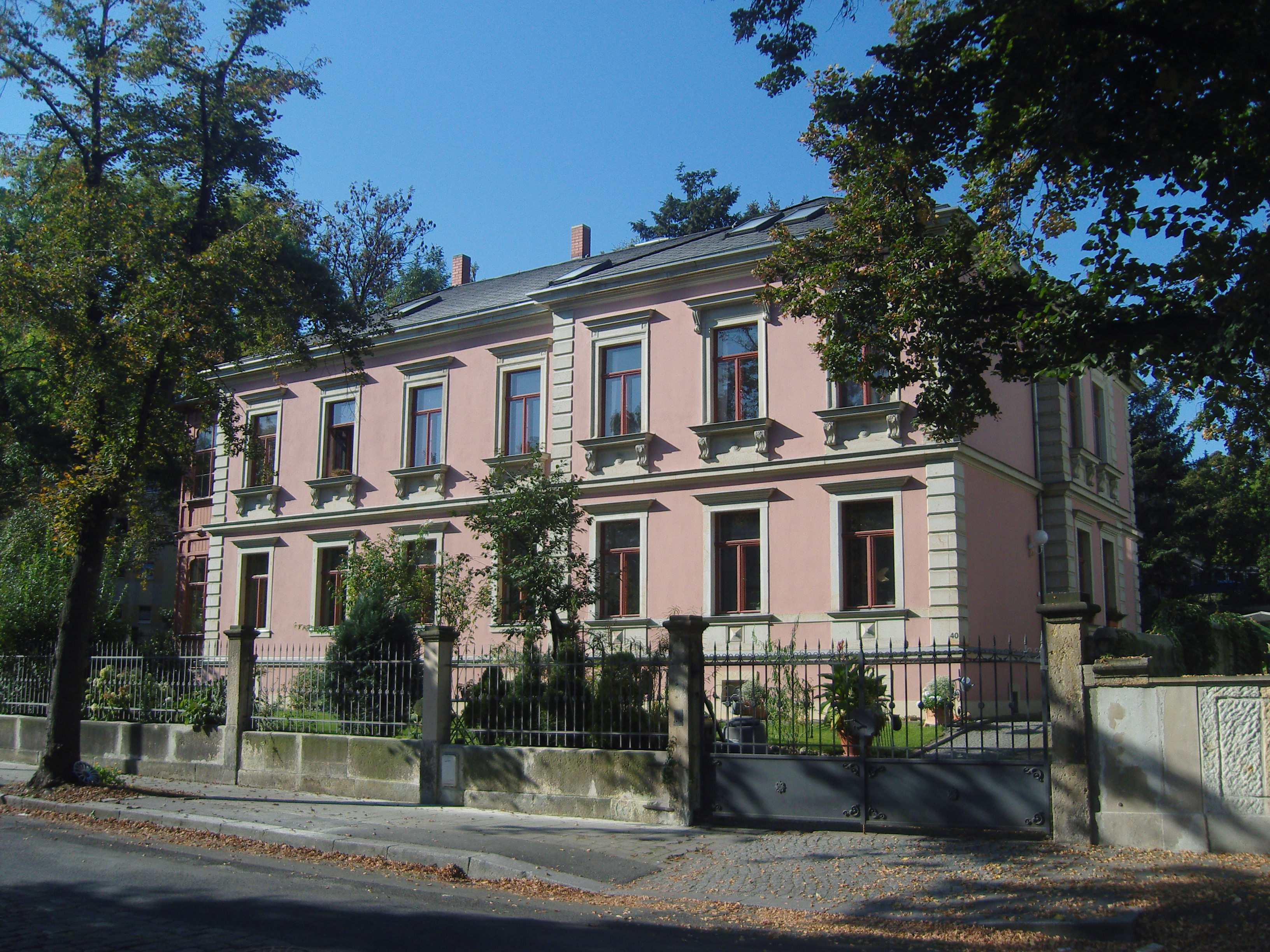
Villa Bergstraße 40
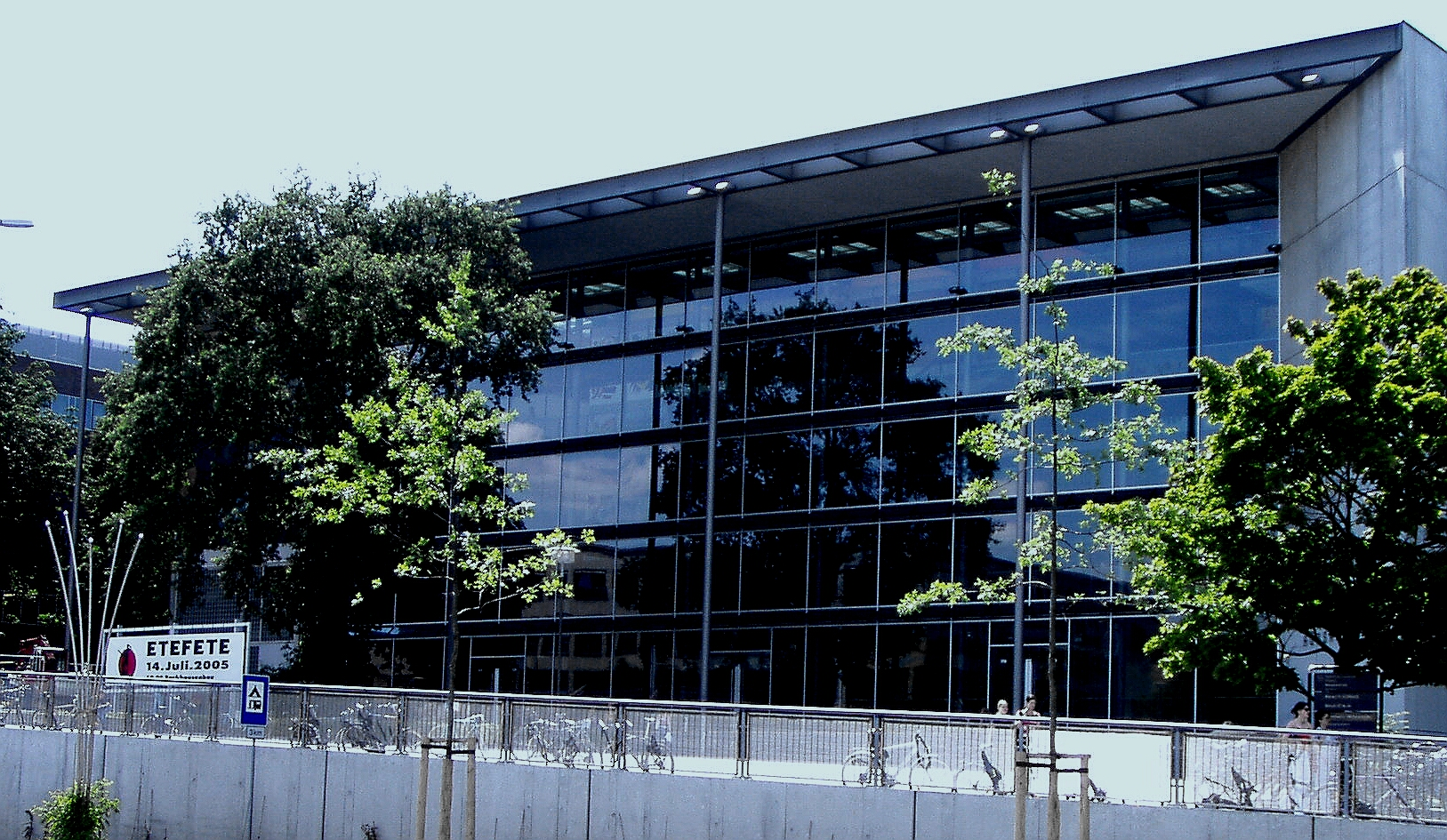
Hörsaalzentrum an der Bergstraße 64